# Herbert Girton Deignan
Herbert Girton Deignan (East Orange, 5 dicembre 1906 – 15 marzo 1968) è stato un ornitologo statunitense che studiò a lungo gli uccelli della Thailandia.

## Biografia
Nacque in New Jersey da Harry Francis e Anna Galena. Crebbe in Pennsylvania e studiò alla Mercersburg Academy prima di andare a Princeton dove ottenne il bachelor's degree in Arte nel 1928. Si interessò presto agli uccelli ed entrò in contatto con Charles Rogers, curatore delle collezioni di Princeton. Si interessò alla Thailandia (Siam) e dopo la laurea lavorò come insegnante di inglese nel college di Chiangmai nel nord del Siam. Rimase lì dal 1928 al 1932, raccogliendo uccelli della regione che spediva poi a Charles Rogers a Princeton.

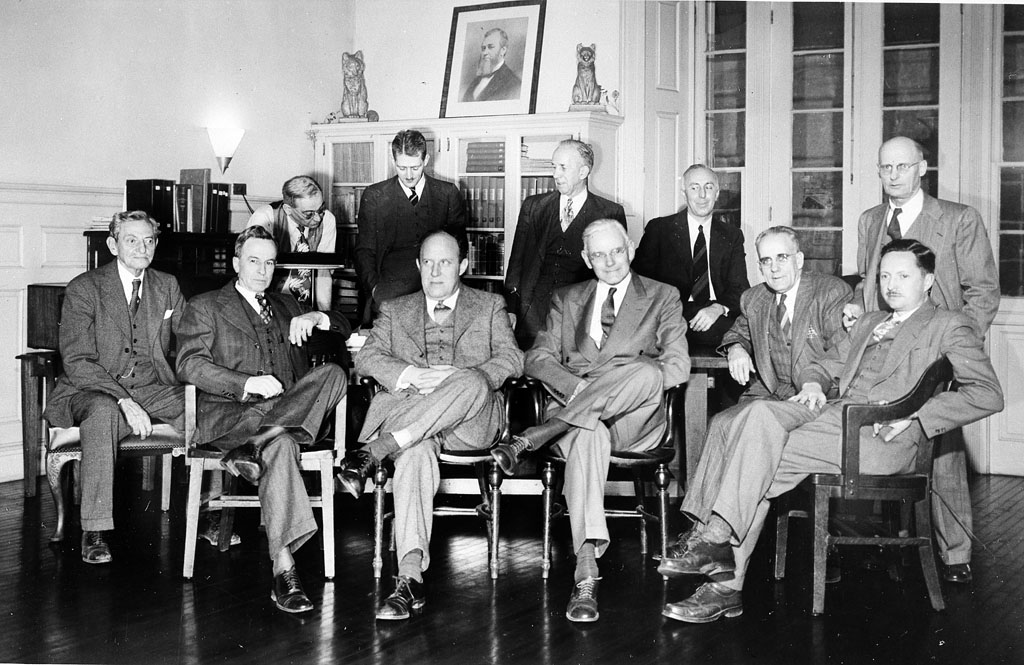
Riunione 108 del Baird Ornithological Club a Holt House, l'edificio amministrativo originale dello Smithsonian National Zoological Park, 14 gennaio 1948. Il club fu così chiamato in onore di Spencer F. Baird, secondo segretario dello Smithsonian (1878-1887) e noto ornitologo. Sono presenti (seduti, da sinistra a destra) Paul Bartsch, Frederick C. Lincoln, Herbert Friedmann, Alexander Wetmore, Clarence Cottam, John Warren Aldrich (In piedi, da sinistra a destra) il direttore dello Zoo William M. Mann, Herbert Girton Deignan, Hartley HT Jackson, Philip Reese Uhler e Ernest P. Walker.

Deignan tornò negli Stati Uniti nel 1932. Lavorò con incarico temporaneo presso il Museo Nazionale degli Stati Uniti grazie ad Alexander Wetmore. Lavorò poi presso la Library of Congress dal 1934 al 1935 e la sua familiarità con le lingue asiatiche aiutò a indicizzare i cataloghi del patrimonio librario in sanscrito e siamese. Tornò a Chiangmai per riprendere la sua posizione e rimase dal 1935 al 1937 durante il quale accumulò una vasta collezione di uccelli per il Museo Nazionale degli Stati Uniti (USNM). Nel 1938 fu nominato Scientific Aid nella Division of Birds dell'USNM. Fu promosso assistente curatore nel 1940, curatore associato nel 1942 e curatore nel 1959. Deignan andò in pensione nel 1962.
Sposò Stella Leche, un'antropologa fisica.
Deignan divenne membro dell'American Ornithologists' Union nel 1923 e divenne membro della vita nel 1946, e ne fu segretario dal 1959 al 1961. Pubblicò revisioni tassonomiche, cataloghi di raccolte e descrizioni di uccelli provenienti da varie parti del mondo, in particolare dal sud-est asiatico..

## Omaggi
Acheilognathus deignani è stato chiamato così da Hugh McCormick Smith nel 1945, in onore di Deignan, che ne aveva raccolto l'olotipo.
Deignan è anche commemorato nel nome scientifico di una specie di lucertola dello Sri Lanka, Lankascincus deignani coì chiamata da Edward Harrison Taylor.